# Globularia sarcophylla
Globularia sarcophylla Bramwell & Kunkel – gatunek rośliny z rodziny babkowatych (Plantaginaceae). Występuje endemicznie na hiszpańskiej wyspie Gran Canaria w archipelagu Wysp Kanaryjskich. 

## Biologia i ekologia
Występuje na wysokości 1500–1600 m n.p.m., w środkowej części wyspy Gran Canaria. Znany jest z ok. dziesięciu subpopulacji. Początkowo zasięg występowania gatunku szacowało się na 1 km², jednak później zostały znalezione kolejne subpopulacje i faktyczny areał gatunku może być większy niż początkowo zakładano. Niezależnie od tego obszar, na którym gatunek ten rośnie naturalnie, jest najwyraźniej bardzo ograniczony.
Rośnie w szczelinach i małych zagłębieniach, zazwyczaj na terenach niedostępnych, na zboczach z ekspozycją na południe lub południowy wschód. Występuje wśród roślinności krzewiastej. Najczęściej towarzyszą mu takie gatunki jak: Teline microphylla, Pterocephalus dumetorum, Erysimum scoparium, Aeonium percarneum, Micromeria lanata, Echium onosmifolium, Babcockia platylepis, Bituminaria bituminosa, Asparagus plocamoides, Carlina canariensis, Tolpis lagopoda oraz Sutera canariensis.

## Ochrona
W Czerwonej księdze gatunków zagrożonych został zaliczony do kategorii VU – gatunków narażonych na wyginięcie. Globularia sarcophylla została sklasyfikowana w tej kategorii, ponieważ jej populacja jest skrajnie nieliczna (w czasie ewaluacji obejmowała zaledwie 366 osobników, ale jeszcze na początku XXI wieku znanych było nieco ponad 90 roślin). Zasoby populacji są stabilne, ale dużym zagrożeniem są osuwiska, które mogą doprowadzić do wysokiej śmiertelności osobników tego gatunku.
Globularia sarcophylla znajduje się na liście gatunków priorytetowych w załączniku II dyrektywy siedliskowej oraz w załączniku I Konwencji Berneńskiej. Ma też status gatunku "En peligro de extinción" w hiszpańskim katalogu gatunków zagrożonych oraz w regionalnym katalogu gatunków chronionych na Wyspach Kanaryjskich.
Cała populacja znajduje się na obszarze chonionym SCI – Monumento Natural Riscos de Tirajana. Ponadto przez Kew Gardens i Ogród Botaniczny Viera y Clavijo są opracowane skuteczne programy jego uprawy i mikrorozmnażania. W ostatniej z placówek przechowywane są także nasiona tego gatunku.